# Quincy-sous-Sénart
Quincy-sous-Sénart település Franciaországban, Essonne megyében. Lakosainak száma 9491 fő (2022. január 1.). Quincy-sous-Sénart Boussy-Saint-Antoine, Combs-la-Ville, Épinay-sous-Sénart, Étiolles, Tigery és Varennes-Jarcy községekkel határos.

## Népesség
A település népességének változása:
| Lakosok száma | 8444 | 8782 | 9001 | 9021 | 9018 | 9426 | 9463 | 9477 | 9491 |
|               | 2013 | 2015 | 2016 | 2017 | 2018 | 2019 | 2020 | 2021 | 2022 |